# Tuchomko (przystanek kolejowy)
Tuchomko – dawna stacja kolejowa nieistniejącej linii kolejowej Bytów – Miastko w Tuchomku (niem.Klein Tuchen), obecnie w województwie pomorskim, w Polsce.